# David Sauget
David Sauget (ur. 23 listopada 1979 w Champagnole) – francuski piłkarz występujący na pozycji obrońcy. Obecnie jest zawodnikiem FC Sochaux.

## Kariera klubowa
Sauget karierę rozpoczynał w FC Sochaux. Nie zdołał jednak zadebiutować w barwach tego zespołu. W 2000 roku odszedł do czwartoligowego FC Rouen. Rok później przeniósł się do Besançon RC, grającego w Championnat National. W 2003 roku awansował z klubem do Ligue 2. W 2004 roku spadł jednak z zespołem do Championnat National. Wtedy Saguet odszedł z klubu.
Latem 2004 został zawodnikiem Bastii, grającej w Ligue 1. W tych rozgrywkach zadebiutował 27 listopada 2004 w wygranym 2:0 spotkaniu z SM Caen. W 2005 roku spadł z Bastią do Ligue 2. W Bastii jeszcze przez rok. W sumie zagrał tam 44 razy i strzelił 2 gole.
W 2006 roku trafił do pierwszoligowego AS Nancy. Pierwszy ligowy mecz zaliczył tam 5 sierpnia 2006 roku przeciwko AS Monaco (1:0). 30 września 2006 w wygranym 2:1 spotkaniu z RC Lens strzelił pierwszego gola w trakcie gry w Ligue 1. W sumie w Nancy Sauget spędził dwa sezony. W tym czasie rozegrał tam 53 ligowe spotkania i zdobył 2 bramki.
W 2008 roku podpisał kontrakt z innym pierwszoligowcem - AS Saint-Étienne. Ligowy debiut w barwach tego zespołu zaliczył 30 sierpnia 2008 w przegranym 0:1 meczu z Lyonem. W Saint-Étienne przez rok Sauget zagrał 13 razy. Latem 2009 roku odszedł do Grenoble Foot 38, również grającego w Ligue 1. Zadebiutował tam 19 września 2009 w przegranym 0:4 meczu ze Stade Rennais.
On jest bratem Camel Meriem, gracz OGC Nice.
Latem 2010 roku Sauget przeniósł się do FC Sochaux.
| Sezon   | Klub                   | Kraj    | Rozgrywki | Mecze | Bramki | Rozgrywki Europy | Mecze | Bramki |
| ------- | ---------------------- | ------- | --------- | ----- | ------ | ---------------- | ----- | ------ |
| 2000/01 | Rouen                  | Francja | CFA       | 29    | 10     | -                | -     | -      |
| 2001/02 | Besançon               | Francja | National  | 31    | 1      | -                | -     | -      |
| 2002/03 | Besançon               | Francja | National  | 30    | 5      | -                | -     | -      |
| 2003/04 | Besançon               | Francja | Ligue 2   | 38    | 2      | -                | -     | -      |
| 2004/05 | SC Bastia              | Francja | Ligue 1   | 17    | 0      | -                | -     | -      |
| 2005/06 | SC Bastia              | Francja | Ligue 2   | 27    | 2      | -                | -     | -      |
| 2006/07 | AS Nancy               | Francja | Ligue 1   | 31    | 2      | -                | -     | -      |
| 2007/08 | AS Nancy               | Francja | Ligue 1   | 22    | 0      | -                | -     | -      |
| 2008/09 | AS Saint-Étienne       | Francja | Ligue 1   | 13    | 0      | -                | -     | -      |
| 2009/10 | Grenoble Foot 38       | Francja | Ligue 1   | 27    | 0      | -                | -     | -      |
| 2010/11 | FC Sochaux-Montbéliard | Francja | Ligue 1   | 38    | 1      | -                | -     | -      |
| 2011/12 | FC Sochaux             | Francja | Ligue 1   | 35    | 0      | Liga Europy UEFA | 2     | 0      |
| 2012/13 | FC Sochaux             | Francja | Ligue 1   | 22    | 0      | -                | -     | -      |
| 2013/14 | FC Sochaux             | Francja | Ligue 1   | 0     | 0      | -                | -     | -      |

Stan na: 29 maja 2013 r.